# Ryszard Kapuściński
Ryszard Kapuściński  (pronunciació en : //ˈrɨʂart kapuɕˈt͡ɕiɲski//) (Pinsk, 4 de març de 1932 - Varsòvia, 23 de gener de 2007) fou un periodista, escriptor i assagista polonès.

## Biografia
Nasqué el 4 de març de 1932 a la població de Pinsk, que en aquell moment formava part de Polònia, i que avui dia està integrada a Belarús.
Després d'estudiar a la Universitat de Varsòvia i llicenciar-se en història i art, va decidir dedicar-se al periodisme, i entrà a formar part de l'agència de premsa estatal polonesa amb la qual va viatjar arreu del món com a corresponsal de guerra, visitant les revolucions ocorregudes a Amèrica, Àsia, Àfrica i Europa. Al seu retorn a Polònia, decidí denunciar el colonialisme europeu a l'Àfrica, cosa que el catapultà a l'èxit. En la seva faceta periodística, ha col·laborat amb les prestigioses revistes i diaris Time, The New York Times i Frankfurter Allgemeine Zeitung.
Des de 1962, ha compaginat les seves col·laboracions periodístiques amb l'activitat literària, alternant els seus escrits en llengua anglesa i llengua polonesa, i centrant els seus llibres en països i gent exòtica, apropant-los al públic en general.
L'any 2003, li fou concedit el Premi Príncep d'Astúries de Comunicació i Humanitats juntament amb el teòleg peruà Gustavo Gutiérrez Merino.
Després d'una llarga malaltia, morí a Varsòvia el 23 de gener del 2007.

## Obra literària
- 1962. Busz po polsku (La selva polonesa)
- 1963. Czarne gwiazdy (Estrelles negres)
- 1968. Kirghiz schodzi z konia (Kirguisos desmuntant del cavall)
- 1969. Gdyby cała Afryka... (Si tota Àfrica... )
- 1969. Wojna partyzancka (Guerra de guerrilles), traducció de Kapuscinski al polonès del llibre Diario del Che en Bolivia del Che Guevara
- 1970. Dlaczego zginął Karl von Spreti? (Per què és mort Karl von Spreti?)
- 1975. Chrystus z karabinem na ramieniu (Crist amb la carrabina al coll)
- 1976. Jeszcze dzień życia (Un dia més de vida)
- 1978. Wojna Futbolowa (La guerra del futbol)
- 1978. Cesarz (L'emperador)
- 1982. Szachinszach (El Xa)
- 1983. Zaproszenie do Gruzji (Invitació a Geòrgia)
- 1986. Notes (Quadern de notes) poemes
- 1990. Lapidarium
- 1993. Imperium (L'imperi)
- 1993. Lapidarium II
- 1997. Lapidarium III
- 1999. Heban (Eben)
- 2000. Lapidarium IV
- 2000. Z Afryki (D'Àfrica) fotografies
- 2001. Lapidarium V
- 2003. Autoportret reportera (Autoretrat d'un reporter)
- 2004. Podróże z Herodotem (Viatges amb Heròdot)
- 2006. Prawa natury (Les lleis de la natura) poemes
- 2006. Ten Inny (Els altres)
- 2007. Lapidarium VI

Publicats després de la mort de l'autor:
- 2007. Rwący nurt historii. Zapiski o XX i XXI wieku (Al remolí de la història. Registres del segle xix i XX)
- 2008. Zapiski szpitalne (Els arxius de l'hospital)
- 2008. Dałem głos ubogim (He donat la veu als pobres)
- 2009. O książkach, ludziach i sztuce (Sobre els llibres, la gent i l'art)

## Edicions en català
- Kapuscinski, Ryszard. Un dia més de vida. Traducció: Anna Rubió i Jerzy W. Slawomirski.  Editorial Empúries, 2003 i 2010. ISBN 9788475966045.

- Kapuscinski, Ryszard. Viatges amb Heròdot. Traducció: Anna Rubió i Jerzy W. Slawomirski.  Editorial Empúries, 2006. ISBN 9788497871686.

- Kapuscinski, Ryszard. Crist amb la carrabina al coll. Traducció: Anna Rubió i Jerzy W. Slawomirski.  Editorial Empúries, 2010. ISBN 9788497876155.

- Kapuscinski, Ryszard. Eben. Traducció: Anna Rubió i Jerzy W. Slawomirski.  Editorial Empúries, 2006. ISBN 9788497872126.
- Kapuscinski, Ryszard. L’emperador. Traducció: Pau Freixa.  Navona Editorial, 2019. ISBN 9788417181796.

- Kapuscinski, Ryszard. L'imperi. Traducció: Pau Freixa.  Editorial Folch&Folch, 2022. ISBN 9788419563019.